# گزارش شطرنج
چترنگ‌نامک یا چترنج نامک، گزارش شطرنج یا ماتیکان شترنگ یکی از کتاب‌های بجا مانده از زبان پارسی میانه است.
واژهٔ پارسی میانه برای کتاب، ماتیکان بوده. ماتیکان شترنگ یعنی کتاب شطرنج یا شطرنج‌نامه.
این کتاب به داستان ابداع بازی نرد توسط بزرگمهر اشاره دارد. این بازی را بزرگمهر در پاسخ به بازی شطرنج که پادشاه هندوستان برای انوشیروان می‌فرستد، ابداع می‌کند.
فردوسی نیز در شاهنامه گوشه‌هایی از این داستان را از یادگار بزرگ‌مهر به نظم درآورده‌است که اینگونه آغاز می‌شود:
| سپاس از خداوند خورشید و ماه  |  | که رَستم ز بوزرجمهر و ز شاه |
| چون این کار دلگیرت آمد به‌ بُن |  | ز شطرنج باید که رانم سَخُن   |

| چنین آگهی یافت شاه جهان      |  | ز گفتار بیدار کار آگاهان       |
| که آمد فرستادهٔ شاه هند       |  | ابابیل و چتر و سواران سند      |
| بیاورد پس نامه‌ای بر پرند     |  | نبشته به نوشین روان رای هند    |
| بدانند هر مهره‌ای را به نام   |  | که گویند پس خانه او کدام       |
| پیاده بدانند و پیل و سپاه    |  | رخ و اسپ و رفتار فرزین و شاه   |
| گر این نغزبازی بجای آورند    |  | درین کار پاکیزه رای آورند      |
| همان باژ و ساوی که فرمود شاه |  | بخوبی فرستم بران بارگاه        |
| و گر نامداران ایران گروه     |  | ازین دانش آیند یکسر ستوه       |
| چو با دانش ما ندارند تاو     |  | نخواهند زین بوم و بر باژ و ساو |

## داستان شطرنج و نرد
در این داستان آمده است که در زمان پادشاهی انوشیروان، پادشاه هندوستان دیورسام بزرگ برای سنجش خرد و دانایی ایرانیان و اثبات برتری خود شطرنجی را که مهره‌های آن از زمرد و یاقوت سرخ بود، به همراه هدایایی باارزش به دربار ایران فرستاد و تخت ریتوس دانا را نیز گمارده انجام این کار ساخت. او در نامه‌ای به پادشاه ایران نوشت: «از آنجا که شما شاهنشاه ما هستید، دانایان شما نیز باید از دانایان ما برتر باشند. پس یا روش و شیوه آنچه را که به نزد شما فرستاده‌ایم (شطرنج) بازگویید یا پس از این ساو و باج برای ما بفرستید.» شاه ایران پس از خواندن نامه چهل روز زمان خواست و هیچ‌یک از دانایان در این چند روز چاره و روش آن را نیافت، تا اینکه روز چهلم بزرگمهر که جوانترین وزیر انوشیروان بود به پا خاست و گفت: «این شطرنج را چون میدان جنگ ساخته‌اند که دو طرف با مهره‌های خود با هم می‌جنگند و هر کدام خرد و دوراندیشی بیشتری داشته باشد، پیروز می‌شود.» و رازهای کامل بازی شطرنج و روش چیدن مهره‌ها را گفت. شاهنشاه سه بار بر او درود فرستاد و دوازده هزار سکه به او پاداش داد. پس از آن تخت ریتوس با بزرگمهر به بازی پرداخت. بزرگمهر سه بار بر تخت ریتوس پیروز شد. روز بعد بزرگمهر تخت ریتوس را به نزد خود خواند و وسیله بازی دیگری را نشان داد و گفت: «اگر شما این را پاسخ دادید ما باج گزار شما می‌شویم و اگر نتوانستید باید باج گزار ما باشید.» دیورسام چهل روز زمان خواست، ولی هیچ‌یک از دانایان آن سرزمین نتوانستند وین اردشیر را چاره‌گشایی کنند و بدین سان شاه هندوستان پذیرفت که باج گزار ایران باشد. این بازی نو تخته نرد بود.

## برگردان متن پهلوی
در نسک پهلوی شترنگ نامک می‌خوانیم:
اندر خدای خسرو انوشه روان از دیپ سرم، بزرگ شهریار هندوان، برای آزمودن خرد و دانایی ایرانشهریان شترنگ فرستاد... و به فرور نامک ایدون نبشت که: چنان‌که شما به نام شاهنشاهی بر ما همه شاهانید، باید که دانایان شما از آن ما داناتر باشند، اگر چم این شترنگ گذارید یا ساو و باژ فرستید!
براستی اگر آنان که می‌گویند ایرانیان از دانش شترنگ بی بهره بودند و آن رهاورد هندوان است پس چگونه‌است همان سان که در نسک پهلوی و شاهنامه می‌خوانیم گنجور دانشمند انوشیروان که بزرگمهر نام دارد راز پردهٔ بازی می‌گشاید و هندوان را شرمسار و ایرانیان را دانا در پیش چشم گیتیان می‌نمایاند؟ پاسخ دندان شکنی که بزرگمهر دانا در سراپردهٔ نوشیروان به فرستادگان هندو می‌نماید خود جای سخنی دیگر می‌جوید که از بخت این جستار تهی است. پاسخ بزرگمهر به فرستادگان هندی را به زبان امروزی می‌توان به شمایل «شما بروید کشکتان را بسایید ما سال‌ها پیش ازین خود سازنده و گسترندهٔ شترنگیم!» و سپس به گفتمانی پیرامون اشو زرتشت و گشتاسپ شاه کیانی می‌پردازد...
گشتاسپ شاه ایران از زندگی یکنواخت و سراسر خوشی خسته آمده چرا که هر چه را آرزو همی داشت، به دست آورده بود. نه جنگ و نه پیروز گری و نه شکار و نه کامرانی او را به کام خسته آمده بود. کسی را پیروز گر نمی‌بود که شادمانی را به شاه جهان بازگرداند تا این که زرتشت سپنتامن بازی شترنگ را که شادان گر اندیشه و بیدارگر پندار و جایگاه مبارزه‌است، آفرینش کرده به نزد گشتاسپ شاه رفت و شیوهٔ بازی را که به گونهٔ ناب و دگرگون نشده بود به شاه آموخت.
و گوهرهٔ آن بازی بدین گونه بود که گسترهٔ زمین جایگاه مبارزه و پیکار است، مبارزه و پیکاری همیشگی میان دو گوهر همزاد که مانا در ستیزند، گوهری نیکو به نام راستی و گوهری پتیاره به نام دروغ؛ و بر آدمی بایستنی است تا با همهٔ توانش مبارزه نماید و گر نه درین جایگه جایی برای زندگانی خویش نمی‌ماند و تنبلی و سستی و بی ارادگی و نومیدی به فرجام مرگ و بردگی در دام اهریمن خواهد رسید.
گشتاسپ شاه ازین رویداد خشنود و شادمان شد و در وی دلبستگی به زندگی و کوشش پیکار دیگربار پدیدار شد.